# Vandanser Steinwand
Vandanser Steinwand är en bergstopp i Österrike.   Den ligger i distriktet Bludenz och förbundslandet Vorarlberg, i den västra delen av landet, 500 km väster om huvudstaden Wien. Toppen på Vandanser Steinwand är 2 404 meter över havet, eller 20 meter över den omgivande terrängen. Bredden vid basen är 0,11 km.
Terrängen runt Vandanser Steinwand är huvudsakligen mycket bergig. Närmaste större samhälle är Bludenz, 6,1 km norr om Vandanser Steinwand. 
Trakten runt Vandanser Steinwand består i huvudsak av gräsmarker. Runt Vandanser Steinwand är det ganska glesbefolkat, med 47 invånare per kvadratkilometer.